# Future Days
"Future Days" é o primeiro episódio da segunda temporada da série dramática pós-apocalíptica americana The Last of Us. Escrito e dirigido por Craig Mazin, cocriador da série, o episódio foi ao ar na HBO em 13 de abril de 2025. A trama se passa cinco anos após os acontecimentos da primeira temporada e acompanha Joel (Pedro Pascal) e Ellie (Bella Ramsey), cujo relacionamento está abalado pela mentira que Joel contou no final da temporada anterior. Agora vivendo em Jackson, Wyoming, ao lado do irmão de Joel, Tommy (Gabriel Luna), Ellie tenta construir uma nova vida com seus amigos Dina (Isabela Merced) e Jesse (Young Mazino), enquanto lida com as consequências emocionais do passado.
O episódio foi filmado entre fevereiro e março de 2024, principalmente na Colúmbia Britânica, com destaque para Britannia Beach, onde a cidade de Jackson foi recriada em uma propriedade privada. A narrativa introduz novos personagens importantes, como Abby (Kaitlyn Dever) e Gail (Catherine O'Hara), que passaram por algumas adaptações em relação aos jogos para melhor se encaixarem na linguagem televisiva.
A crítica recebeu o episódio de forma bastante positiva, destacando-o como uma forte estreia que prepara o terreno para o restante da temporada. A direção, a cinematografia, o roteiro e as atuações de Pedro Pascal, Bella Ramsey e Catherine O'Hara foram amplamente elogiadas. No dia de sua estreia, o episódio foi assistido por 5,3 milhões de espectadores.

## Enredo
Joel jura para Ellie que sua história sobre os Vaga-Lumes é verdadeira. Ellie hesita antes de responder “Tudo bem”, e os dois caminham em direção ao assentamento seguro de Jackson, Wyoming. Em Salt Lake City, um grupo de Vaga-Lumes sobreviventes enterra seus mortos após o massacre no hospital. Uma deles, Abby, insiste que devem caçar Joel, mas é dissuadida por Owen, que sugere que se reagrupem primeiro em Seattle. Abby, no entanto, jura que vai matar Joel lentamente.
Cinco anos depois, no fim de 2028, Ellie e Joel estão cada vez mais distantes. Durante um treinamento de combate, Jesse ordena que tenham cautela com Ellie por medo da reação de Joel, mas Ellie exige ser tratada como qualquer outro. O irmão de Joel, Tommy, tira Ellie da patrulha a pedido de Joel, mas ela insiste em seguir com sua missão. Enquanto limpa um supermercado abandonado infestado por infectados, Ellie é confrontada por um novo tipo, capaz de persegui-la em silêncio. Ela o mata após ser mordida e depois relata a existência desse novo infectado ao conselho de Jackson.
Enquanto Joel e os outros moradores da cidade reconstroem os prédios abandonados em Jackson, Maria o instrui a trabalhar mais rápido para acomodar a crescente população de refugiados. Joel sugere que o conselho da cidade pare de permitir a entrada deles, ao que Maria ressalta que tanto ele quanto Ellie vieram para Jackson como refugiados. Joel participa de uma sessão com a psicoterapeuta Gail, que admite guardar ressentimento por ele ter matado seu marido, Eugene. Emocionado, Joel confessa que salvou Ellie. Durante uma festa de Ano-novo, Dina dança com Ellie e as duas se beijam, o que provoca a fúria de Seth, que profere um insulto homofóbico. Joel ataca Seth em defesa de Ellie, mas ela afirma que não precisa de sua ajuda, e ele vai embora. Mais tarde, ela o encontra tocando violão em sua varanda, mas não diz nada.
Sem que os moradores saibam, gavinhas infectadas começam a invadir Jackson por um cano quebrado, enquanto Abby e seus amigos observam a cidade de longe.

## Produção

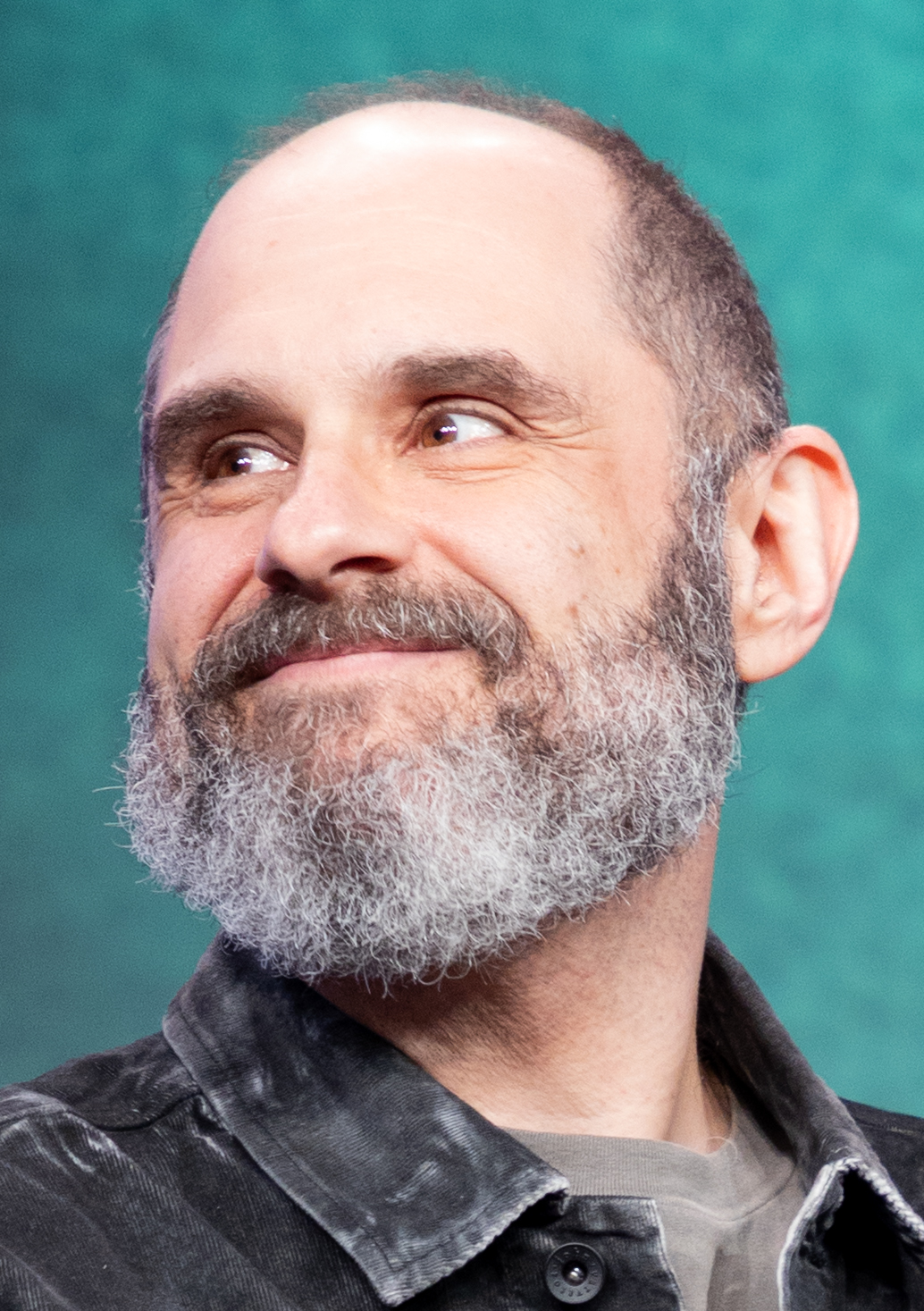
"Future Days" foi escrito e dirigido pelo co-criador da série, Craig Mazin.

O co-criador da série The Last of Us, Craig Mazin, escreveu e dirigiu o episódio "Future Days", baseado no jogo de 2020, The Last of Us Part II. Os roteiros da temporada já estavam sendo escritos em abril de 2023, mas o processo foi interrompido pela greve do Writers Guild of America, em maio; Mazin entregou o roteiro de "Future Days" cerca de 90 minutos antes do início da paralisação. Inspirado pelo trabalho de Noah Hawley em Fargo, Mazin sentiu que dirigir o episódio de estreia lhe deu liberdade para preparar toda a temporada, e passou a colaborar de perto com cada diretor no set. A HBO revelou o título e a duração do episódio em 24 de março de 2025. O nome vem da música "Future Days", da banda Pearl Jam, que aparece no jogo; embora a canção não existisse em 2003, ano em que ocorre o surto na série (em "When You're Lost in the Darkness"), Mazin e Druckmann consideraram sua inclusão importante e coerente com os arcos emocionais de Joel e Ellie.
(5:24)
O episódio começa com cenas não utilizadas da final da primeira temporada, "Look for the Light", mostrando a reação de Joel ao comentário de Ellie e os dois caminhando em direção a Jackson. Druckmann e Mazin acharam que esse seria um começo apropriado, já que a conversa estabelece o conflito entre Joel e Ellie ao longo da temporada. As cenas adicionais de Joel (ausentes também nos jogos) reforçam seu compromisso com a mentira que contou.(6:41)
A cena do “perseguidor” foi incluída para mostrar a evolução dos infectados, ao mesmo tempo em que sugere uma possível tristeza dentro de cada criatura. Mazin explicou que os tendrículos crescendo dentro de um cano em Jackson simbolizam como os humanos, ao tentar reconstruir o mundo, acabam gerando consequências involuntárias: o cano quebrado era parte de um esforço nobre para construir casas para refugiados, mas acabou permitindo a entrada dos infectados na cidade.
Uma cena com o terapeuta de Joel foi originalmente escrita para a primeira temporada, mas acabou sendo cortada antes da produção; Mazin reutilizou a ideia na segunda temporada, vendo a terapia — algo inestimável num mundo como o de The Last of Us — como uma oportunidade de revelar segredos ocultos. A conversa entre Joel e Gail no episódio é semelhante à sua confissão a Tommy no jogo; enquanto aquela cena servia parcialmente como um resumo dos eventos do primeiro jogo, a nova versão mostra os impactos da mentira de Joel, e Druckmann defendeu a mudança por achar que ela fortalece a narrativa nos episódios seguintes. Outras cenas também foram adaptadas de maneira diferente, como Ellie e Tommy caçando infectados.
A banda Crooked Still aparece na cena do baile interpretando a banda fictícia Brittany and the Jug Boys, tocando suas próprias músicas — "Little Sadie" e "Ecstasy" — que também estão presentes no jogo. Druckmann queria ter incluído uma banda no jogo, mas foi impedido por limitações de tempo e desenvolvimento.(36:16) O compositor Gustavo Santaolalla, responsável pelas trilhas da série e dos jogos, também faz uma participação especial, como no jogo, tocando ao lado do Crooked Still — mesmo sem nunca ter tocado suas músicas antes e tendo conversado pouco com eles antes da filmagem. Em seu quarto, Ellie ouve a música "Love Buzz", da banda Nirvana. Na cena da dança, os roteiristas consideraram importante refletir o estado dos direitos LGBTQ em 2003 e mostrar “como as coisas eram” através da homofobia de Seth.

## Elenco e personagens
Pedro Pascal e Bella Ramsey, que se tornaram próximos durante a produção da primeira temporada, descreveram a separação entre seus personagens, Joel e Ellie, como "dolorosa" e "mais solitária" nas filmagens da segunda temporada, embora Pascal tenha considerado a situação "uma fissura muito relacionável em relações entre pais e filhos". Pascal disse que a "paralisia teimosa" de Joel, alimentada pelo medo de perder Ellie, o forçou a se tornar vulnerável, o que o ajudou a lidar com o próprio esgotamento na vida real. Mazin achou os confrontos de Ellie mais interessantes devido à estatura de Ramsey, explorando técnicas usadas por pessoas menores contra inimigos maiores, como o jiu-jitsu brasileiro. Ramsey treinou jiu-jitsu por dois meses antes das gravações; eles acharam as acrobacias divertidas, porém exaustivas. Mazin disse que testemunhou o crescimento da personalidade e da maturidade emocional de Ramsey entre as temporadas, algo que se reflete na série.
A temporada apresenta vários novos personagens e dedica mais tempo a eles. Mazin sentiu que os novos atores “se encaixaram perfeitamente” graças à reputação já estabelecida da série. As audições foram suspensas em maio de 2023 devido à greve dos roteiristas; os atores fizeram audições com cenas de Part II por falta de roteiros. Abby foi a primeira personagem a ser escalada; Kaitlyn Dever tornou-se a principal candidata após o fim da greve dos atores em novembro de 2023, impulsionada pela recepção à sua atuação em No One Will Save You (2023). Sua escalação foi anunciada em 9 de janeiro de 2024. Diversas mudanças foram feitas na história de Abby para a série — como sua ligação com os Vaga-Lumes ser revelada em "Future Days", embora no jogo isso só ocorra muito mais tarde — devido à sua função como personagem jogável, que exige diferentes revelações narrativas.(10:56) Mazin considerou importante mostrar o impacto humano das ações de Joel,(3:31) e Dever achou que a mudança permitiu que os espectadores entendessem a raiva de Abby em um tempo mais curto. Mazin comparou a dor e a fúria de Abby às emoções de Joel após a morte de sua filha na primeira temporada.(4:09)
A escalação de Young Mazino como Jesse foi anunciada em 10 de janeiro de 2024, seguida pela de Isabela Merced como Dina em 11 de janeiro. Mazino sentiu que sua dinâmica com Merced refletia a de Jesse com Dina: invejoso da personalidade alegre dela, mas sobrecarregado demais pelas responsabilidades para retribuir da mesma forma.(10:32) A relação de Dina com Joel é comentada no jogo, mas não é mostrada; os roteiristas viram na série uma oportunidade de apresentá-la.(21:13) Mazin achou que isso refletia relações reais, em que muitas vezes os pais são mais apreciados pelos amigos dos filhos do que pelos próprios. Merced viu Joel como uma espécie de “tio divertido” para Dina, destacando que a confiança mútua entre eles parecia natural, considerando o amor de ambos por Ellie. Merced descreveu Dina como a inteligência que complementa a força de Ellie.(5:41) Mazino e Merced chegaram a tocar o instrumento de Santaolalla durante as filmagens sem saber que era dele, pois o compositor ainda não havia chegado.
Rumores em janeiro de 2024 sugeriam que Catherine O'Hara havia sido escalada como Gail; sua participação foi confirmada em 2 de fevereiro, e o nome da personagem foi revelado em fevereiro de 2025. Mazin achou que O’Hara — tradicionalmente conhecida por papéis cômicos — era adequada para o papel dramático por sua profundidade, inspirado no trabalho de Vince Gilligan em Breaking Bad e Better Call Saul, como escalar Bryan Cranston para viver Walter White.(25:37) O'Hara assistiu à primeira temporada após ser apresentada à série por seus filhos, que jogaram os games; um deles trabalha na produção como assistente de cenário. Ela buscou trazer um toque de humor negro para a personagem. A escalação de Ramirez, Barer, Gabrielle e Lord como Manny, Mel, Nora e Owen, respectivamente, foi anunciada em 1º de março de 2024, seguida pelas de Burke e Lamanna como Seth e Kat em 5 de março de 2025.

## Filmagens
Após os atrasos causados pelas greves de roteiristas e atores, as filmagens principais da temporada começaram com o episódio "Future Days" em 12 de fevereiro de 2024, sob o título provisório Mega Sword. O primeiro dia envolveu Ramsey e Merced — na cena em que Dina busca Ellie para uma patrulha — e Mazin afirmou ter percebido imediatamente a química entre as duas.(24:59) Um prédio em Kamloops foi adaptado para representar o Greenplace Market, em fevereiro.
A produção passou por Calgary, Alberta — onde parte da primeira temporada foi gravada — nos dias 5 e 6 de março, antes de se mudar para Mission, Fort Langley e Langley, onde foi recriada a cidade de Jackson. O episódio estava quase finalizado por volta de 12 de março. A produção retornou a Alberta por dez dias a partir de 18 de março, com filmagens em Exshaw e ao longo da Rodovia 1A de Alberta entre os dias 21 e 24 de março, exigindo neve e o fechamento parcial da estrada por 72 horas.
A cidade de Jackson foi construída em uma propriedade privada em Minaty Bay, na região de Britannia Beach; os designs originais eram muito maiores, mas foram reduzidos por limitações orçamentárias. As salas de espera dos atores foram montadas em fachadas construídas pela equipe de cenografia, que teve acesso completo aos artes conceituais dos jogos.
A cena de Ellie no início do baile foi cuidadosamente recriada a partir do jogo, pois Mazin a considerava importante. Ele achava que a cena evidenciava tanto as semelhanças quanto as diferenças entre o jogo e a série. A diretora de fotografia, Ksenia Sereda, tentou inicialmente filmar a cena com uma grua; como Mazin não ficou satisfeito com o resultado, Sereda regravou a cena com uma câmera na mão, o que ele achou perfeito.(33:53) Druckmann achou a cena emocionante, pois sentiu que demonstrava o amor e a paixão da equipe de produção — especialmente de Mazin e Sereda — pelo material original.(35:09) A sequência da terapia foi filmada ao longo de um dia inteiro, o que Catherine O'Hara descreveu como "intenso".

## Recepção

### Transmissão e audiência
Em dezembro de 2023, a HBO anunciou que a segunda temporada estrearia em sua emissora de televisão e no serviço de streaming Max. em 2025; Casey Bloys, presidente e diretor executivo da HBO e da Max, afirmou que a série seria exibida dentro do período de elegibilidade para a próxima edição do Emmy Awards. Neil Druckmann revelou a janela de estreia em abril durante a apresentação da Sony na Consumer Electronics Show em janeiro de 2025; no mês seguinte, a HBO anunciou a data oficial: 13 de abril.
O primeiro episódio teve sua estreia mundial com tapete vermelho no TCL Chinese Theatre, em Los Angeles, no dia 24 de março; depois, houve eventos semelhantes no State Theatre, em Sydney, no dia 2 de abril, no Grand Rex, em Paris, no dia 5 de abril, e no Vue West End, na Leicester Square de Londres, em 10 de abril. O episódio foi ao ar na HBO no dia 13 de abril; uma versão com língua de sinais americana (ASL), interpretada por Daniel Durant e dirigida por Leila Hanaumi, foi lançada simultaneamente na Max.
O episódio registrou 5,3 milhões de espectadores nos Estados Unidos em sua noite de estreia, somando os espectadores lineares e as transmissões via Max — um aumento de 13% em relação à estreia da primeira temporada. A audiência da primeira temporada cresceu 150% na semana que antecedeu "Future Days".

### Recepção da crítica

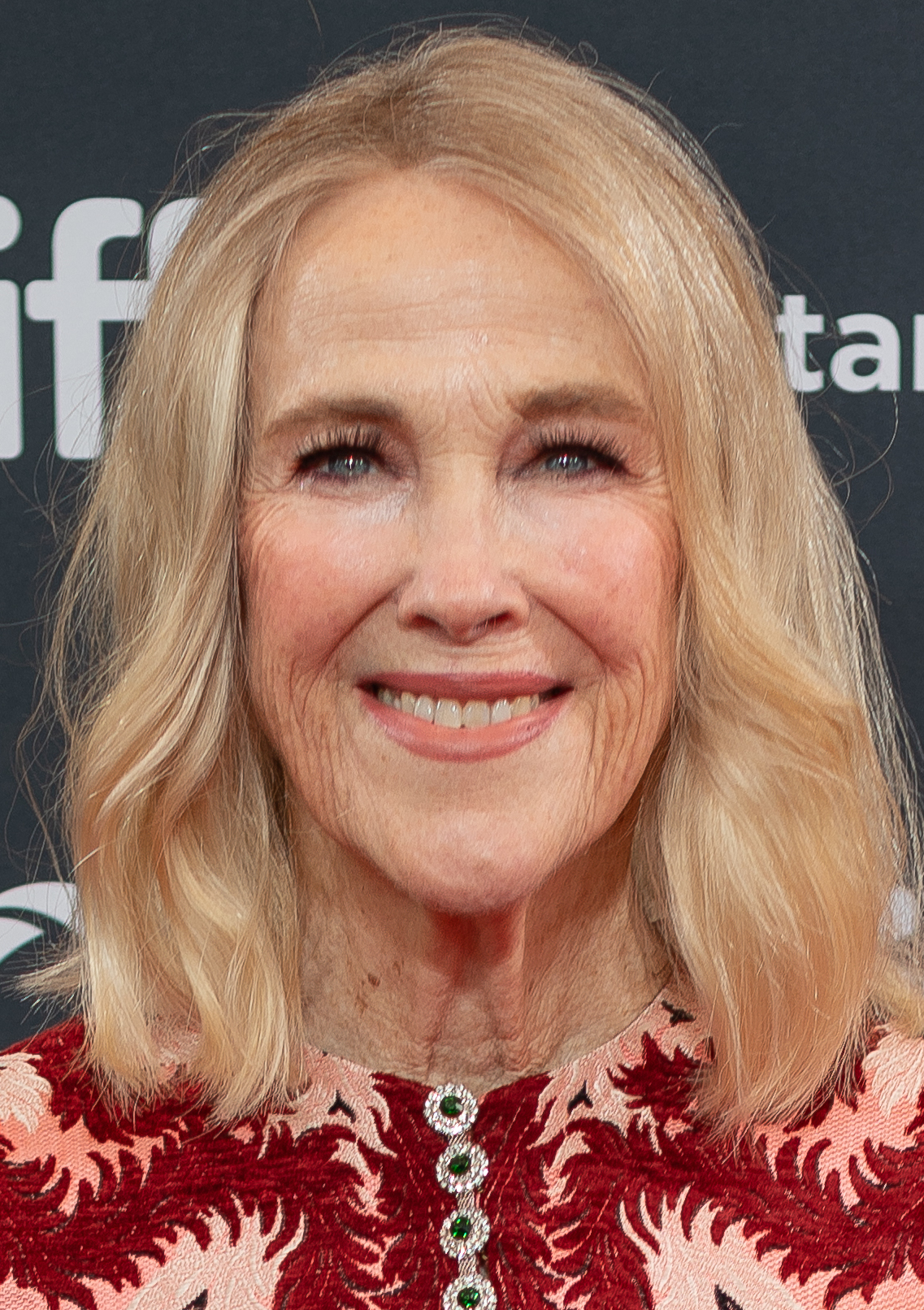
Críticos elogiaram a atuação de Catherine O'Hara por transmitir vulnerabilidade sob sua placidez, especialmente considerando sua reputação na comédia.

"Future Days" possui uma aprovação de 100% no agregador de críticas Rotten Tomatoes, com base em 17 avaliações, e uma nota média de 8,4 de 10. Os críticos consideraram o episódio uma forte abertura, que em grande parte serve para estabelecer o restante da temporada, e Kelly Lawler, do USA Today, afirmou que o ritmo envolvente dos episódios iniciais lembrava o da primeira temporada.
Simon Cardy, do IGN, elogiou a direção de Mazin, que, segundo Nathan Ingraham do Engadget, “homenageia o jogo de maneiras muito bonitas”, especialmente na cena inicial da festa. Katie Doll, da Comic Book Resources, considerou os planos abertos de Jackson uma "carta de amor" à equipe que o criou, elogiando o foco de Mazin e da diretora de fotografia Ksenia Sereda na grandiosidade do local.
As atuações de Pedro Pascal e Bella Ramsey foram amplamente elogiadas, com muitos críticos desejando mais cenas compartilhadas entre eles. A interpretação de Ramsey como Ellie foi destacada por seu carisma, embora alguns críticos tenham duvidado de sua credibilidade em representar a passagem de cinco anos na história. Pascal foi elogiado por sua sutileza ao retratar a frustração e tristeza de Joel, especialmente na cena com O'Hara, que Caroline Siede, do The A.V. Club, considerou "talvez o melhor trabalho de atuação de Pascal até hoje". Tom Power, do TechRadar, afirmou que "cada novo ator encaixa-se perfeitamente em seu personagem".
Diversos críticos apreciaram a performance de O'Hara ao mostrar a vulnerabilidade sob sua aparente calma, algo especialmente notável diante de sua carreira predominantemente cômica, como em The Studio, exibida ao mesmo tempo que The Last of Us. A atuação de Kaitlyn Dever foi destacada por sua intensidade emocional e ferocidade, mesmo com pouco tempo em cena, e os trabalhos de Young Mazino e Isabela Merced também foram elogiados; Brady Langmann, da Esquire, considerou Merced a revelação do episódio, afirmando que ela "explode na tela".
Vários críticos valorizaram as homenagens e mudanças em relação à narrativa do jogo, algo que Aaron Bayne, do Push Square, descreveu como "o que buscamos em uma adaptação". Por outro lado, Simon Cardy, do IGN, questionou algumas mudanças, preferindo que o passado de Abby e a cena do baile fossem revelados mais tarde na narrativa, como no jogo. Kenneth Shepard, do Kotaku, concordou, afirmando que o mistério sobre as motivações de Abby no jogo criava mais tensão, enquanto no episódio ela expõe seus sentimentos logo de início. Mary Kassel, do Screen Rant, considerou que o episódio apresenta uma certa "exposição pesada", mas julgou-a necessária para o desenvolvimento da história.
A cena com o stalker foi amplamente elogiada pelo suspense—Siede, do The A.V. Club, a comparou positivamente a um filme de terror, elogiando os movimentos do ator na cena—e a tensão silenciosa da sessão de terapia de Joel também foi destacada, com Cardy, do IGN, afirmando que ela "retrata maravilhosamente o luto compartilhado por todos naquele mundo". Shepard, do Kotaku, chamou a cena do baile de "uma cena perfeitamente f***da", destacando que foi mantida praticamente idêntica ao jogo, inclusive nos diálogos cuidadosamente reproduzidos.